# 广仁宫
广仁宫，俗称“西顶娘娘庙”，位于北京市海淀区曙光街道西顶路北侧，金源时代购物中心以北。是北京五顶之一，道教宫观。现作为旅游景点开放。

## 历史
西顶广仁宫所在地，过去是海淀区四季青乡蓝靛厂长春桥畔。广仁宫旧址为明朝正德年间创建的“嘉祥观”。万历十年（1582年）重建，万历十八年（1590年）建成，赐额“护国洪慈宫”。明末刘若愚《酌中志》则称，“万历三十六年（1608年），始建西顶娘娘庙于此。”明朝天启四年（1624年）重修。《京城古迹考》、《日下旧闻考》记载，清朝康熙四十七年（1708年）重修，康熙四十八年（1709年）竣工，康熙五十一年（1712年）更名为“广仁宫”。
西顶每年四月初一到十五举办庙会。从明朝起，北京人便有到西顶进土的习俗。明末刘若愚《酌中志》记载，“（西顶）其地素洼下，时都中有狂人倡为进土之说。凡男女不论贵贱，筐担车运，或囊盛马驮，络绎如织。甚而室女艳妇，藉此机会以恣游观，坐二人小轿，而怀中抱土一袋，随进香纸以徼福焉。”
清朝，朝廷很重视西顶庙会，“每开庙时特派大臣拈香，与丫髻山同，他处无之。”
中华人民共和国成立后，广仁宫长期被占用，不再作为道教活动场所。2001年，广仁宫被公布为北京市文物保护单位。2007年，广仁宫开始重修，2008年举行了竣工典礼并对外开放，此次修缮了广仁宫的大部分建筑，但山门等建筑未能修缮。广仁宫也并未恢复为宗教活动场所，而是成为收取门票的旅游景点。
2009年，广仁宫特大旅游诈骗案被破获，全部11名诈骗团伙成员被全部抓获，经北京市海淀区人民检察院批准逮捕。该诈骗团伙租用新修复的广仁宫作为窝点，同出租车司机勾结，将外地来北京的游客骗到该处，请该团伙的所谓“大师”算命，趁机诈骗游客钱财。
2010年，广仁宫开始接待旅游团。广仁宫的管理方称，他们以私人名义承包了广仁宫，向旅游团销售商品。随后，北京市文物局、海淀区文化委员会证实，广仁宫为北京市文物保护单位，目前委托金源时代购物中心管理。北京市文物局的工作人员证实，从2008年到2010年，该局从未对广仁宫进行过出租审批，如果有出租行为均属非法。
从西顶广仁宫向西约三里处，有缠脚湾村，村内曾有旧西顶。如今只存地名，庙址无考。

## 建筑

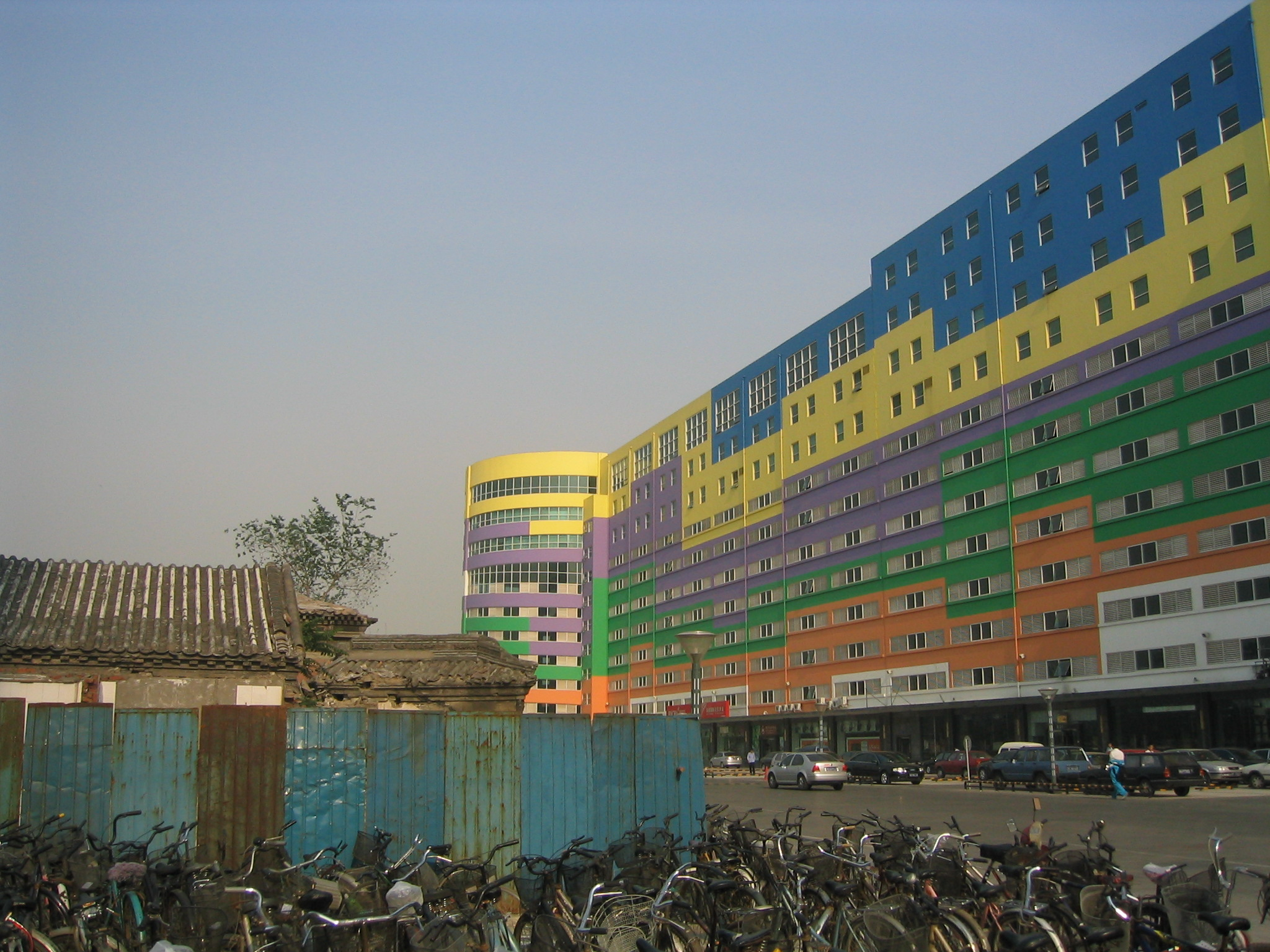
广仁宫山门与金源时代购物中心。图中左侧可见广仁宫山门的八字墙

《日下旧闻考》记载，该庙正殿悬挂康熙帝御书“金阙宣慈”匾额。正殿前立有清圣祖康熙帝御制碑，碑文记述重修西顶经过及祀碧霞元君以广其仁之辞。“宫门坊楔内额曰泰岳同瞻。外额曰坤贞普育。左右坊楔各一：左坊内额曰安贞福地，外额曰弘育仙都；右坊内额曰资元真境，外额曰怀保春台。皆圣祖御书。”乾隆年间，正殿内增挂乾隆帝御书“坤元广毓”匾额以及对联“蕃滋遍锡寰区福，长养宏敷雨露恩”，并且立碑一通，为“钦赐监生内官学教习徐珽撰”。庙内还有明代石碑二通，“一敕谕碑；一护国洪慈宫碑，大学士朱延禧撰。”
《京城古迹考》记载，该庙收藏有御赐珠冠三顶，以及袍幡等物，另有御书经一卷，由弁兵轮番守护。
《燕京岁时记》记载，该庙“山门中四大天王像神气如生，狰狞可畏，座下八鬼怪尤觉骇人，凡携小儿者多掩其后而过之。庙有七十二司神，皆绘画，非塑像也。”
《一四七画报》1946年5月14日刊登了署名“痴呆”的《西顶庙》一文，记载广仁宫：
“庙内重门，为马、赵、温、刘四神将，各尊神之顶上檐间皆附以小型立额，上镌尊神圣号，此为本庙之特色也。内则为丹墀月台，上为正殿，中祀扰攘九位圣母娘娘，正中为天仙、子孙、眼光，左龛为催生、送生、乳母，右龛则癍疹，痘疹等神。本庙大殿亦为工字型，而前殿后寝宫，中以长廊联系之，惟规模则远逊于故宫之文华、武英，且本庙之娘娘像悉为青铜所铸，当年本庙之富庶可以想见。而殿后中前有法身较小之娘娘像一尊，其面内向，而锈蚀斑剥，其苍翠欲滴较其他各神为尤甚。神后之围屏，髹漆亦剥落过半，然此究为神不知也。正殿四周群房绵亘，则为冥府七十二司，其一切较诸东岳庙则不及远甚。其各司之尊神鬼使大都坍塌倒坏，东西配亭败坏尤甚。其庭院虽广，无非蔓草荒烟。则本庙除庙会外，人迹罕至，可知也矣。至极北有大殿三楹，建筑虽宏，然装修皆无，中祀太乙救苦天尊及东岳大帝仁圣天齐。再后为小后宰门一，门内两旁为护法金甲神，金身甲胄，分持斧钺长枪，其法身较山门内尊神尤为高大。惟门顶渗漏过甚，致神为雨水所冲，色落泥流，而毁败殊甚。内有小院落，建崇阁，为后阁藏经楼，上祀玉宇金天昊穹玉皇上帝，楼下为护国佑民忠义仁勇伏魔协天关圣大帝。而院有大铁花瓶一对，高可五六尺，上贴纸条书‘妇女在右方’。询诸当地人，始如冬季尝为粥厂云。”
广仁宫的建筑原有东、中、西三路，现仅存中路部分建筑如下：
- 戏台：位于中轴线上最南端。已毁
- 牌楼：位于山门外，为三面牌楼。工字殿前所立康熙帝御制碑称，“宫门坊楔内额曰‘泰岳同瞻’，外额曰‘坤贞普育’。左右坊楔各一：左坊内额曰‘安贞福地’，外额曰‘弘育仙都’；右坊内额曰‘资元真境’，外额曰‘怀保春台’。皆圣祖御书。”已毁
- 山门：面阔三间，进深一间，为单层硬山歇山顶。山门有三个青石拱券门洞，中间门洞的前檐石匾上镌刻着“敕建广仁宫”。山门两侧为八字墙。2008年未能修复
- 山门殿：面阔三间，进深二间。殿前有月台。殿两侧各有顺脊房五间。殿内设七十二司。2008年未能修复
- 工字殿：殿门上方悬复制出来的康熙帝御笔“金阙宣慈”匾额。
  - 东配殿：面阔三间
  - 西配殿：面阔三间
- 诸真殿：殿内中祀吕洞宾，左右分别祀药王孙思邈、财神赵公明。殿内两壁有2008年修复的古代道教壁画，以及新绘的道教壁画。
  - 东配房：十间，已毁
  - 西配房：九间，已毁
- 垂花门：位于诸真殿以北，已毁
- 藏经楼：二层楼阁。面阔五间，进深二间，绿琉璃瓦黄剪边，二层硬山调大脊。下层现为甲子殿，内祀斗姆元君和六十甲子神。上层现为元君殿，内祀碧霞元君。